# ロバート・ケイ・グレヴィル

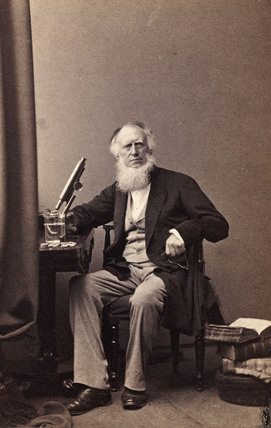
Robert Kaye Greville, 1863年

ロバート・ケイ・グレヴィル（Robert Kaye Greville、1794年12月13日 - 1866年6月4日）は、イギリスの菌学者、苔類学者である。植物画家としても知られる。科学的な活動のほかに奴隷制度廃止運動、死刑廃止運動なども行った。

## 略歴
ダラム州のビショップ・オークランド（Bishop Auckland）に生まれ、地方の村長を務めた父親とともにダービーシャーで育った。自然科学に興味を持ち、医学を学ぶが、財産があり生活のために働く必要がないことから医学の勉強をやめて、植物学に専念した。
1824年にグラスゴー大学で学位を取得し、博物学の講義を行い、多くの植物標本を集め、これはエディンバラ大学に買い取られた。1816年にオークランド男爵の姪のシャーローット・イーデンと結婚した。1823年に博物画を描き始め、植物雑誌"Scottish cryptogamic flora"の発行を始めた。植物学への貢献のほかに、奴隷制度廃止運動、死刑廃止運動などに参加した。
1828年に友人の植物学者でオーストラリアを探検したアラン・カニンガムが、オーストラリアのサウス・イースト・クイーンズランドの海抜720mの山をグレヴィル山と名付けた。1836年にエディンバラ植物学会の会長に選ばれた。1840年に開催された世界奴隷廃止会議の4人の副会長に選ばれた。多くの学会の会員を務め、生物学会の名誉事務局長、エディンバラ王立協会のフェロー、アイルランド王立アカデミーなどの名誉会員に選ばれた。1866年に再度、エディンバラ植物学会の会長に選ばれたが、その年エディンバラの自宅で亡くなった。

## グレヴィルの植物画

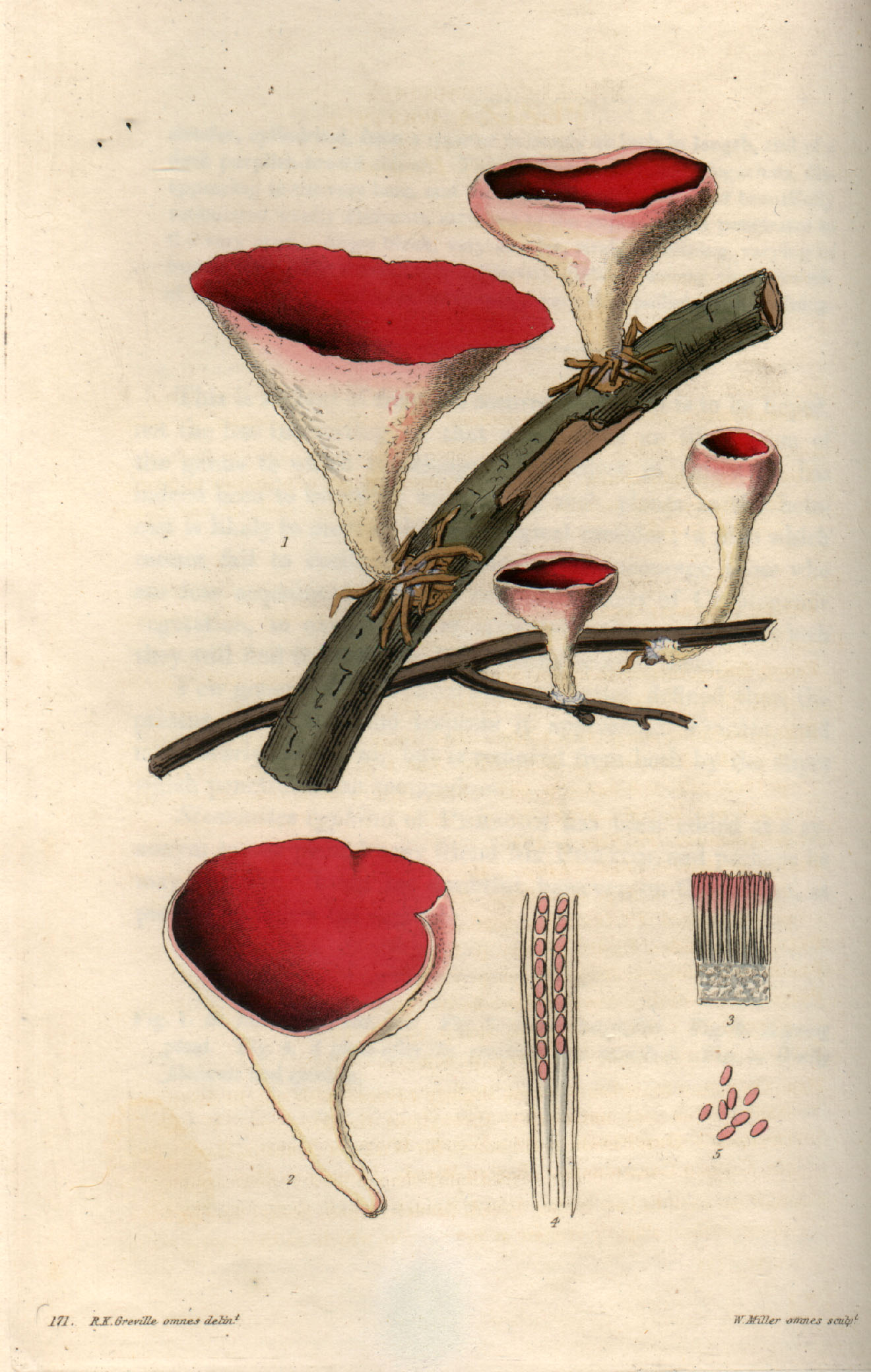
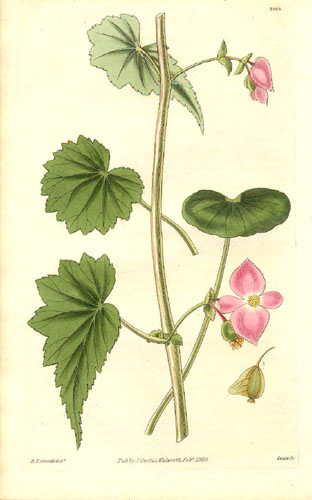
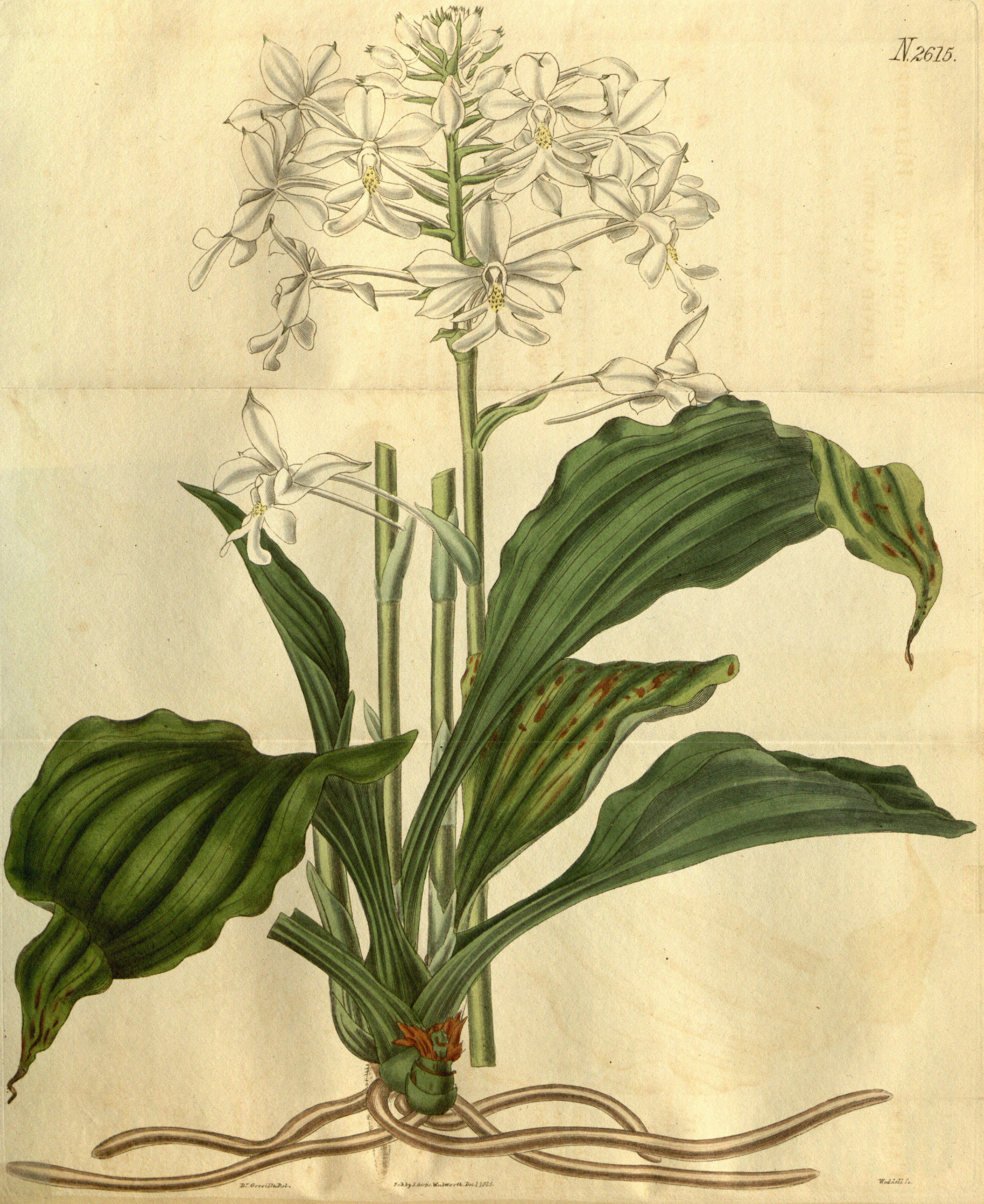
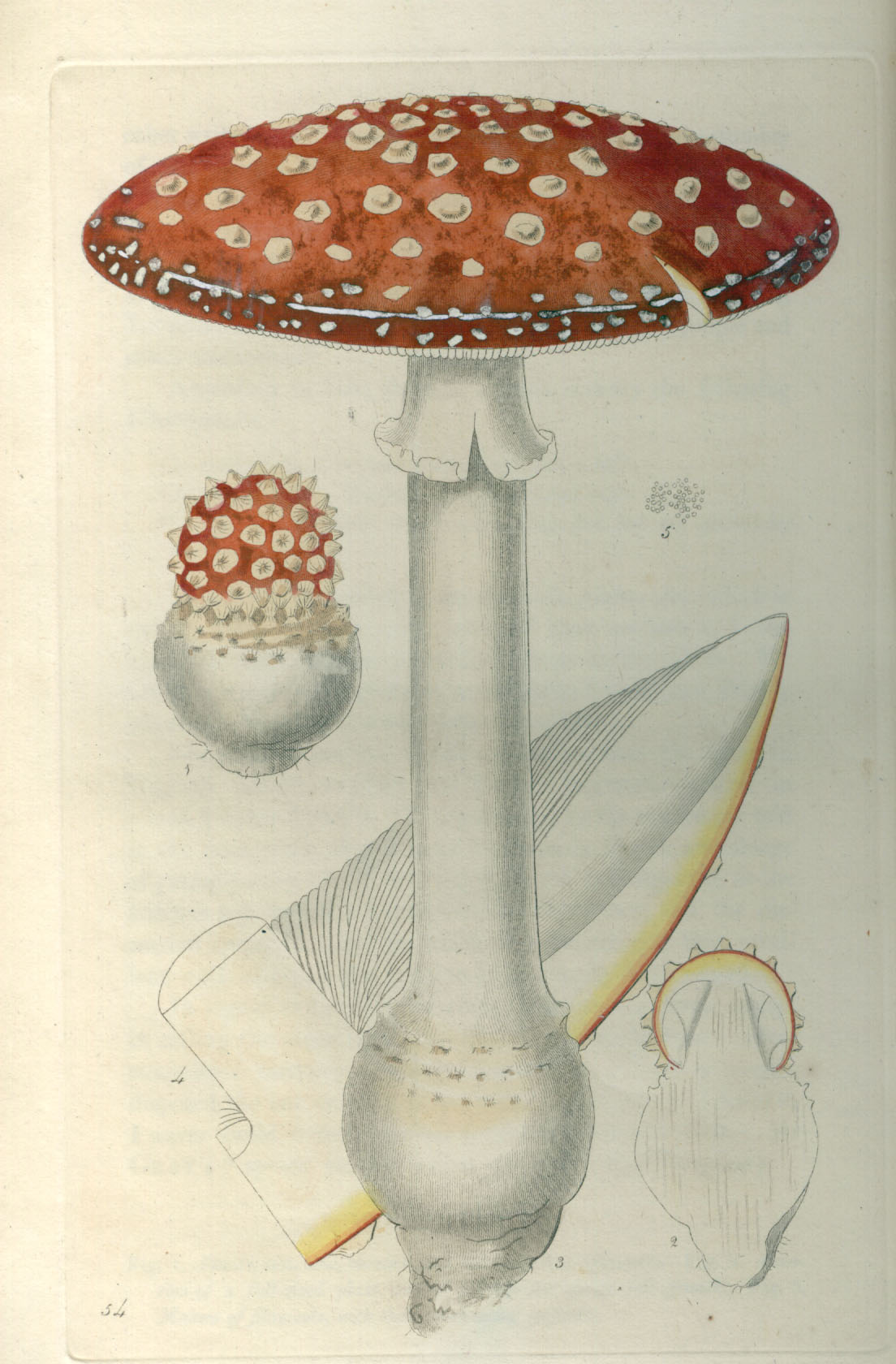

## 著作
- Flora Edinensis (1824)[1]
- Tentamen methodi Muscorum (1822–1826)
- Icones filicum or Figures and Descriptions of Ferns (1830) ( ウィリアム・ジャクソン・フッカーと共著)[2]
- Scottish cryptogamic flora (1822–1828)[3]
- Algae britannicae (1830)
- Facts illustrative of the drunkenness of Scotland with observations on the responsibility of the clergy, magistrates, and other influential bodies  (1834)[4]
- Slavery and the slave trade in the United States of America; and the extent to which the American churches are involved in their support.,[5] 1845, Edinburgh